# كاونتريسايد
كاونتريسايد (إلينوي) (بالإنجليزية: Countryside, Illinois)‏ هي مدينة تقع في الولايات المتحدة في مقاطعة كوك، إلينوي. يقدر عدد سكانها بـ 5,895 نسمة .